# Bandar Rejo (Bandar Masilam)
Bandar Rejo is een bestuurslaag in het regentschap Simalungun van de provincie Noord-Sumatra, Indonesië. Bandar Rejo telt 3491 inwoners (volkstelling 2010).